# Organy bezpieczeństwa państwa (1944–1990)
Organy bezpieczeństwa państwa (OBP) – pojęcie wprowadzone w Ustawie lustracyjnej z 11 kwietnia 1997 r., a następnie powtórzone w Ustawie o Instytucie Pamięci Narodowej – Komisji Ścigania Zbrodni przeciwko Narodowi Polskiemu z 18 grudnia 1998 r., obejmujące funkcjonujące w latach 1944–1990 instytucje (bądź ich piony) powołane do zapewnienia bezpieczeństwa ówczesnego państwa polskiego o charakterze totalitarnym.
Od 2007 r. proces ujawniania informacji o dokumentach organów bezpieczeństwa państwa z lat 1944–1990 odbywa się na podstawie Ustawy z 18 października 2006 r. zastępującej Ustawę z 1997 r. Obecnie w znowelizowanych przepisach wymienione są następujące struktury:
- organy bezpieczeństwa publicznego (1944–1956)
  - Resort Bezpieczeństwa Publicznego PKWN;
  - Ministerstwo Bezpieczeństwa Publicznego;
  - Komitet do Spraw Bezpieczeństwa Publicznego;
  - terenowe organy bezpieczeństwa publicznego;
- inne jednostki organizacyjne podległe kierownictwu powyższych organów, a w szczególności jednostki Milicji Obywatelskiej w okresie do 14 grudnia 1954 r.[a];
- jednostki Służby Bezpieczeństwa, zarówno na szczeblu Ministerstwa Spraw Wewnętrznych[b] jak i podległych im jednostek terenowych w wojewódzkich, powiatowych i równorzędnych komendach Milicji Obywatelskiej oraz w wojewódzkich, rejonowych i równorzędnych urzędach spraw wewnętrznych;
- Akademia Spraw Wewnętrznych;
- organy wojskowe
  - Zwiad Wojsk Ochrony Pogranicza;
  - Zarząd Główny Służby Wewnętrznej[c] jednostek wojskowych Ministerstwa Spraw Wewnętrznych[d] oraz podległe mu komórki;
  - Informacja Wojskowa;
  - Wojskowa Służba Wewnętrzna;
  - Zarząd II Sztabu Generalnego Wojska Polskiego;
  - inne służby Sił Zbrojnych prowadzące działania operacyjno-rozpoznawcze lub dochodzeniowo-śledcze, w tym w rodzajach broni lub w okręgach wojskowych.

Ponadto w ustawie o IPN termin ten obejmuje również poniższe organy, natomiast z ustawy o ujawnianiu informacji o dokumentach organów bezpieczeństwa państwa z lat 1944–1990 oraz treści tych dokumentów zostały one wykreślone na mocy wyroku Trybunału Konstytucyjnego:
- Główny Urząd Kontroli Prasy, Publikacji i Widowisk wraz z wojewódzkimi i miejskimi urzędami kontroli prasy, publikacji i widowisk oraz Główny Urząd Kontroli Publikacji i Widowisk wraz z okręgowymi urzędami;
- Urząd do Spraw Wyznań oraz terenowe organy administracji państwowej o właściwości szczególnej do spraw wyznań stopnia wojewódzkiego.

Termin stosowany wobec współczesnych służb to organy ochrony bezpieczeństwa i porządku publicznego,